# 83 Беатріс
83 Беатріс (83 Beatrix) — астероїд головного поясу, відкритий 26 квітня 1865 року італійським астрономом Аннібале де Гаспарісом в Неаполі, Італія. Це останній астероїд, відкритий вченим. Названий на честь Беатріче Портінарі, таємної любові італійського поета Данте Аліг'єрі.
Беатріс — астероїд типу X. За результатами спостережень, проведених в Харківській обсерваторії (1985, 1988, 1990, 1991) і Ловеллівській обсерваторії (1984), було виміряно період обертання астероїда і його форма. Беатріс має форму тривісного еліпсоїда з таким співвідношенням півосей: a/b = 1,26; b/c = 1,16.
Астероїд не перетинає орбіту Землі й обертається навколо Сонця за 3,79 юліанського року.